# Hastur

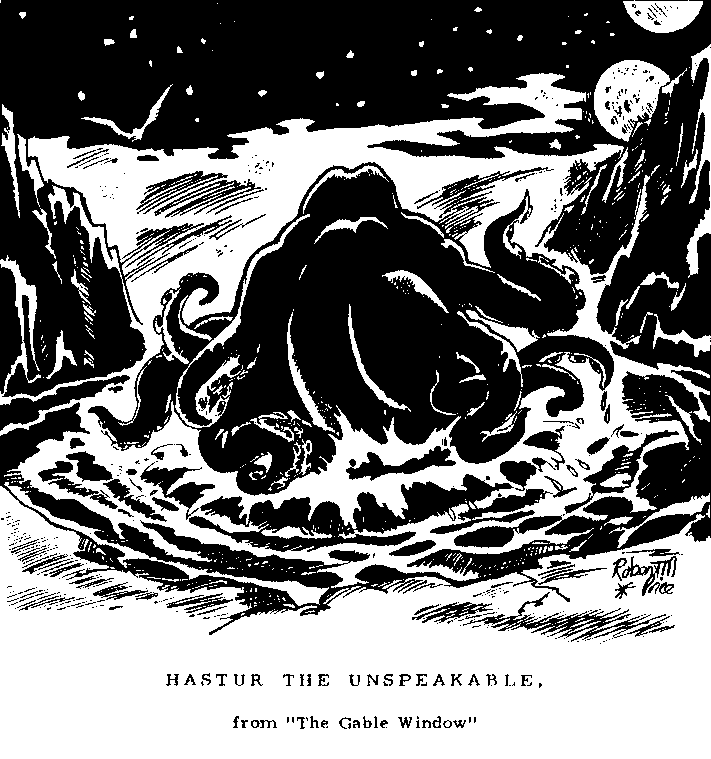
Hastur l'Innominabile dal racconto The Gable Window di August Derleth, illustrazione di Robert McNair Price, Crypt of Cthulhu n°6 "August Derleth Issue", 1982.

Hastur (noto anche con gli appellativi "l'Innominabile", "Colui che non deve essere nominato", "Assatur", "Xastur" o "Kaiwan") è un essere immaginario appartenente al Ciclo di Cthulhu. Appare per la prima volta nel racconto di Ambrose Bierce Haïta the Shepherd (1893), in cui viene descritto come una divinità benigna.

## Hastur nel ciclo
Nella raccolta di storie horror The King in Yellow (1895) scritta da Robert W. Chambers, "Hastur" è sia il nome di un essere soprannaturale che il nome di un luogo geografico.
H. P. Lovecraft lesse senza dubbio il libro di Chambers e ne rimase a tal punto incantato da prelevarne alcuni elementi per utilizzarli nei propri scritti. Lovecraft menzionò Hastur solo una volta in tutte le sue opere, per la precisione nel racconto Colui che sussurrava nelle tenebre:

«Lessi nomi e parole che avevo già sentito altrove e che sapevo riferirsi ai misteri più orridi: Yuggoth, il Grande Cthulhu, Tsathoggua, Yog-Sothoth, R'lyeh, Nyarlathotep, Azathoth, Hastur, Yian, Leng, il lago di Hali, Bethmoora, il Segno Giallo, L’mur-Kathulos, Bran e il Magnum Innominandum; fui condotto in mondi estranei al nostro, di cui l'autore del Necronomicon aveva vagamente intuito l'esistenza; presi conoscenza degli abissi della vita originale, delle diverse correnti che ne derivano, e, finalmente, d'una mostruosa mescolanza che si era prodotta tra quelle correnti e un ulteriore abominio venuto dall'esterno.»
(Tratto da Colui che sussurrava nelle tenebre)

Da questo estratto non si evince se, per Lovecraft, Hastur è una persona, un luogo, un oggetto o una divinità. Nelle opere di August Derleth, Hastur è un Grande Antico, progenie di Yog-Sothoth, il fratellastro di Cthulhu. In questa incarnazione, Hastur ha diversi avatar:
- "L'ospite che viene dalle stelle,"  un mostro nero e raggrinzito con tentacoli dotati di artigli che possono perforare il cranio della vittima e asportarne il cervello.
- Il Re Giallo.
- Il "Sommo Sacerdote che non può essere descritto", un'entità che indossa una maschera gialla di seta.

Hastur è una creatura amorfa, ma si dice che spesso appaia sotto forma di un enorme essere simile a un polpo.

## Hastur nella cultura di massa

### Letteratura
Hastur a volte appare nella letteratura non appartenente ai Miti di Cthulhu.
- Hastur è un dio da cui discende una famiglia reale nella serie Darkover di Marion Zimmer Bradley.
- Nella serie di Paul Edwin Zimmer Dark Border, Hastur è guardiano e protettore del mondo.
- In Buona Apocalisse a tutti! (Good Omens) di Terry Pratchett e Neil Gaiman, Hastur è il duca dell'inferno che finisce intrappolato in una segreteria telefonica.
- Nel racconto di Stephen King intitolato "Gramma", il personaggio di nome Gramma invoca Hastur affinché la metta incinta quando scopre di essere sterile.
- Nella Illuminatus Trilogy di Robert Anton Wilson e Robert Shea, Hastur è descritto come la divinità adorata dagli appartenenti al "Culto del Segno Giallo".
- In "The Lords of Dus", scritto da Lawrence Watt-Evans, il personaggio principale è detto "il Re in Giallo", il cui unico scopo è quello di morire, in quanto è immortale e annoiato della vita.
- Nel racconto di Elizabeth Bear intitolato Tiger! Tiger!, i personaggi di Irene Adler e del colonnello Sebastian Moran affrontano Hastur, che ha preso le sembianze di una tigre di fuoco.
- Nell'incipit del romanzo "L'Erede del Male - La Nascita" dell'autrice italiana P.Aura, una donna partorisce due bambini che pare aver concepito in sogno con un essere vestito di stracci gialli.

### Fumetti
- Nel settimanale 2000 AD, Hastur è un demone intrappolato nei meandri di una nave.
- Nel fumetto on-line User Friendly, Hastur appare come un essere nero e informe (una specie di blob) con un grande sorriso dentato. Si dice che abbia preso le sembianze della "tristezza distillata", e frequentemente esce insieme a Cthulhu.
- Nel fumetto on-line Unspeakable Vault of Doom, uno dei personaggi ricorrenti è un essere le cui fattezze non sono note, anche se si vedono spuntare dei tentacoli da sotto una tunica, che appare sempre goffamente travestito da "Re in giallo", con scettro, corona e maschera ghignante; nessuno riesce a pronunciare il suo nome per intero, venendo ucciso in maniera cruenta appena pronuncia "Hast...".
- Hastur compare nel fumetto on-line Ugly Hill, in cui interpreta un venditore d'automobili in competizione con il fratellastro.

### Giochi
- Nel videogioco per PlayStation intitolato Persona 2: Eternal Punishment, Hastur è uno dei personaggi utilizzabili dal giocatore.
- Hastur è il nemico principale nei videogiochi della Sega Genesis intitolati Earnest Evans e El Viento. In entrambi i giochi, Hastur è una divinità maligna adorata da pazzi seguaci il cui obiettivo è quello di distruggere New York City.
- Il gioco di ruolo Delta Green considera Hastur e il suo omologo, il Re in Giallo, come manifestazioni dell'entropia.
- Nel gioco da tavolo Arkham Horror, Hastur è un Grande Antico contro cui i protagonisti dell'avventura devono combattere.
- Nel gioco da tavolo Cthulhu Death May Die, Hastur è un Grande Antico nemico dei giocatori, rappresentato da una delle numerose miniature all'interno della scatola di gioco.
- Nel gioco di carte Call of Cthulhu LCG c'è una fazione denominata "Hastur" che comprende lo stesso Hastur e i suoi seguaci.
- Nel gioco di carte Hecatomb prevede una carta dedicata ad Hastur.
- Nel gioco da tavolo Cults Across America, Hastur è uno dei numerosi mostri evocabili.
- In Dungeons & Dragons, Hastur è un dio antico che odia il suono del suo stesso nome. Se lo si pronuncia per tre volte in successione, Hastur compare ed elimina chiunque si trovi nei pressi di chi lo ha invocato.
- Nel videogioco Identity V Hastur è uno dei cacciatori utilizzabili dal giocatore.

### Film
Hastur compare alla fine del film Cast a Deadly Spell (1991).

### Altre apparizioni
Nelle vesti di un bambino di nome Hasuta, Hastur compare in Haiyore! Nyaruko-san, un anime in onda da aprile 2012 su diverse emittenti giapponesi.
Come Demone malvagio, nel film horror Mercy (2014).
Presente in True Detective stagione 1, Errol, la persona inseguita dai due protagonisti, adora un’entità chiama Re Giallo, e costruisce una sua dimora chiamata Carcosa, entrambi riferimenti alla figura di Hastur.